# Є
La Є, minuscolo є, chiamata je ucraina, è una lettera dell'alfabeto cirillico. Viene usata solo nella lingua ucraina per rappresentare la vocale iotizzata /je/ o /jɛ/ poiché, a differenza del russo, la Е rappresenta la vocale IPA /e/ o /ɛ/. Deriva dalla lettera greca epsilon (Ε, ε).
I corrispondenti codici HTML sono: &#1028; per il maiuscolo e &#1108; per il minuscolo.